# Lophophorata
Lophophorata (іноді Tentaculata) — група водних (переважно морських) безхребетних тварин із надтипу Спіральні. Ведуть сидячий спосіб життя. Характерні ознаки:
тіло розчленоване і складається з трьох сегментів:
- Передротова область або епістом.
- Ротовий отвір, навколо якого розташований лофофор — орган, що несе численні війчасті щупальця.
- Власне тулуб.

В деяких випадках епістомальний сегмент редукується.
Порожнина тіла представлена целомом, який має три відділи: епістомальний, середній та тулубний целом.
- Анальний отвір лежить недалеко від рота, кишківник утворює петлю.
- Наявна кровоносна система, яка може вторинно редукуватися.
- Органи виділення — нефридії, представлені однією або двома парами війчастих воронок, іноді органи виділення редуковані.
- Статеві залози утворюються у тулубному целомі.
- Дробіння яйця повне, не спірального типу, з яйця розвивається планктонна личинка, яка нагадує трохофору.

До Lophophorata належать такі типи:
- мохуватки (Bryozoa);
- плечоногі (Brachiopoda);
- фороніди (Phoronida).

За молекулярними даними, Lophophorata є монофілетичною групою, а їхніми найближчими сучасними родичами є черевовійчасті черви. Мохуватки та фороніди утворюють кладу, сестринську до брахіопод.
Іноді до Lophophorata відносили й внутрішньопорошицевих (Entoprocta), але молекулярні дослідження це спростовують.